# Gothski program
Gothski program je ime političkog programa Socijaldemokratske stranke Njemačke, prihvaćenog na njenom prvom kongresu u gradu Gothi u Tiringiji, 1875. godine.
Usvajanjem programa, SPD se obvezao boriti za sljedeće točke:
- Opće pravo glasa te tajno i obvezatno glasovanje
- Demokratske odluke o državnom zakonodavstvu
- Pravo na nošenje oružja i stvaranje narodnih milicija kao zamjenu za profesionalnu vojske
- Ukidanje cenzure i svih ostalih represivnih zakona
- Besplatno sudstvo, dostupno svima
- Opće i obavezno obrazovanje

Osim tih točaka, platforma je obuhvaćala i zahtjeve za određenim promjenama u statusu radnika, poput proširenja političkih prava, skraćivanja radnog dana, zabrane dječjeg rada i boljih zdravstvenih i sigurnosnih uvjeta na radnom mjestu.
Iako je platforma u svojoj osnovi bila socijalistička, filozof Karl Marx napao ju je u svojoj poznatoj Kritici Gothskog programa, prvenstveno zbog toga što je u programu predviđen samo nastanak diktature proletarijata, a ne i daljnji proces nastanka komunističkog društva.
SPD je 1891. godine izdao Erfurtski program koji je po svojoj tematici i planu djelovanja bio više marksistički orijentiran.